# Огнєн Петрович
Огнєн Петрович (сербохорв. Ognjen Petrović, 2 січня 1948, Крушеваць — 2 вересня 2000, Белград) — югославський футболіст, що грав на позиції воротаря.
Виступав за клуби «Црвена Звезда» та «Бастія», а також національну збірну Югославії, у складі якої був учасником чемпіонату світу та Європи.

## Клубна кар'єра
Народився 2 січня 1948 року в місті Крушеваць. Розпочав займатись футболом у клубах свого рідного міста «Напредак» та «14 октобар». 1965 року Петрович потрапив у «Црвену Звезду» в 17 років, в 1967 році він був переведений в основний склад, ставши дублером Ратомира Дуйковича, проте дебют в чемпіонаті Югославії відбувся лише в сезоні 1969/70, а основним голкіпером Петрович став лише в сезоні 1972/73. Всього в складі «червоно-білих» Петрович провів 9 сезонів, за які провів 259 матчів, з них 115 в чемпіонаті, і забив 3 голи. Також у складі белградців Петрович став 4-разовим чемпіоном Югославії і 3-разовим володарем Кубка Югославії. Він прославився як воротар-пенальтист, особливо після матчу-відповіді чвертьфіналу Кубка володарів кубків 1974/75, коли югославська команда пройшла легендарний «Реал». Під час матчу Огнєн спочатку забив гол із пенальті, перевівши гру в додатковий час, а під час серії пенальті він ще раз був точним, а потім відбив удар Сантільяни і вивів свою команду до півфіналу єврокубка.
У середині 1976 року Петрович перебрався до Франції у клуб «Бастія». У перший же сезон Петрович став основним голкіпером клубу, провів 32 матчі, і став бронзовим призером чемпіонату Франції. Другий сезон також успішно почався для Петровича, він залишився основним голкіпером, але на початку сезону отримав травму через яку був змушений завершити кар'єру. У тому сезоні «Бастії» вдалося дістатися до фіналу Кубка УЄФА, але сам Петрович взяв участь лише в двох матчах першого раунду з лісабонським «Спортінгом».
Надалі потягом багатьох років він працював у «Црвені Звезді» тренером воротарів. Помер 2 вересня 2000 року на 53-му році життя у місті Белград.

## Виступи за збірну
13 травня 1973 року дебютував в офіційних матчах у складі національної збірної Югославії в товариському матчі зі збірною Польщі, що завершився з рахунком 2:2.
У складі збірної був учасником чемпіонату світу 1974 року у ФРН, де на поле не виходив. Натомість за два роки на домашньому чемпіонаті Європи 1976 року Петрович був основним гравцем і зіграв в обох іграх турніру, але югослави обидві гри програли і посіли останнє 4-те місце. Свій останній матч за збірну Петрович зіграв саме на цьому Євро у грі за «бронзу» проти збірної Нідерландів 19 червня 1976 року, той матч завершився поразкою югославів з рахунком 2:3, що не дозволило збірній Югославії посісти третє місце на тому чемпіонаті. Загалом протягом кар'єри у національній команді, яка тривала 4 роки, провів у її формі 15 матчів.

## Титули і досягнення
«Црвена Звезда»
- Чемпіон Югославії (4): 1968, 1969, 1970, 1973
- Срібний призер чемпіонату Югославії: 1972
- Бронзовий призер чемпіонату Югославії (2): 1974, 1975
- Володар Кубка Югославії (3): 1968, 1970, 1971

«Бастія»
- Бронзовий призер чемпіонату Франції: 1977
- Фіналіст Кубка УЄФА: 1977/78

Югославія
- Переможець Середземноморських ігор: 1971